# Shakespeare and Company

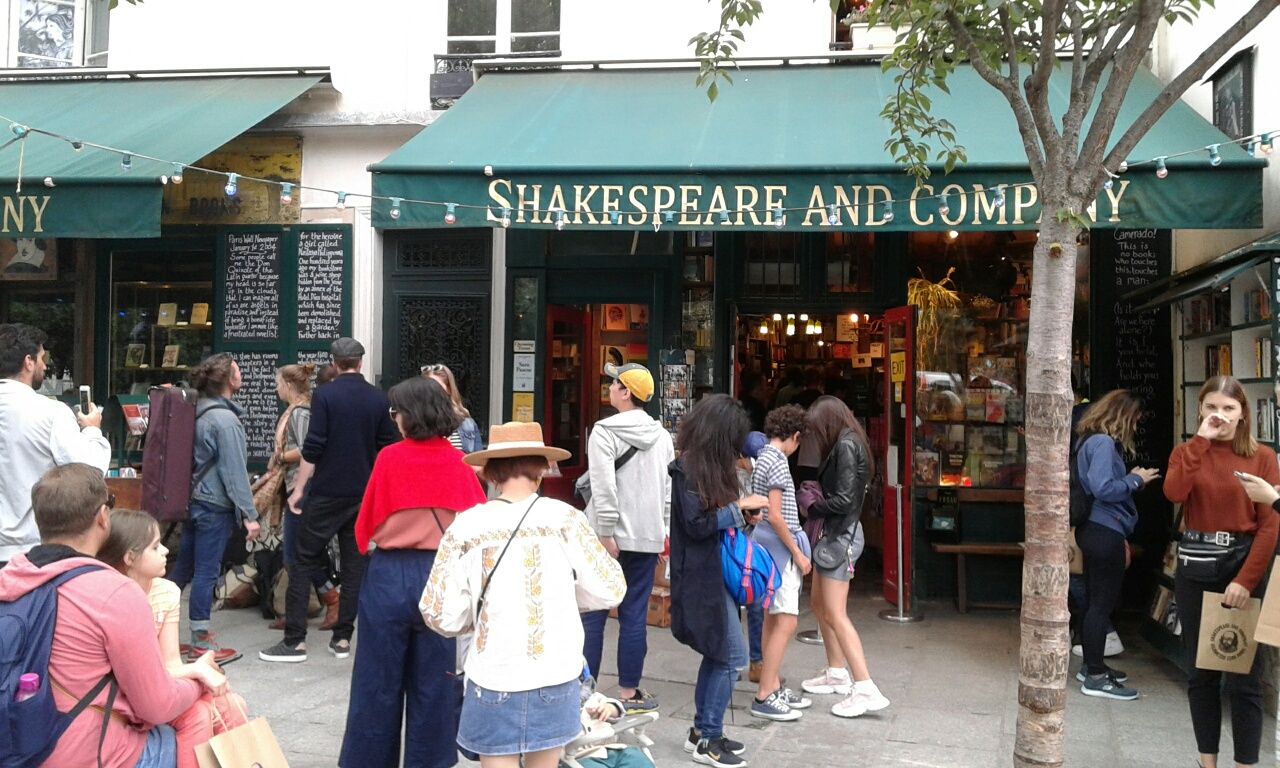
L'ingresso della libreria (2019).

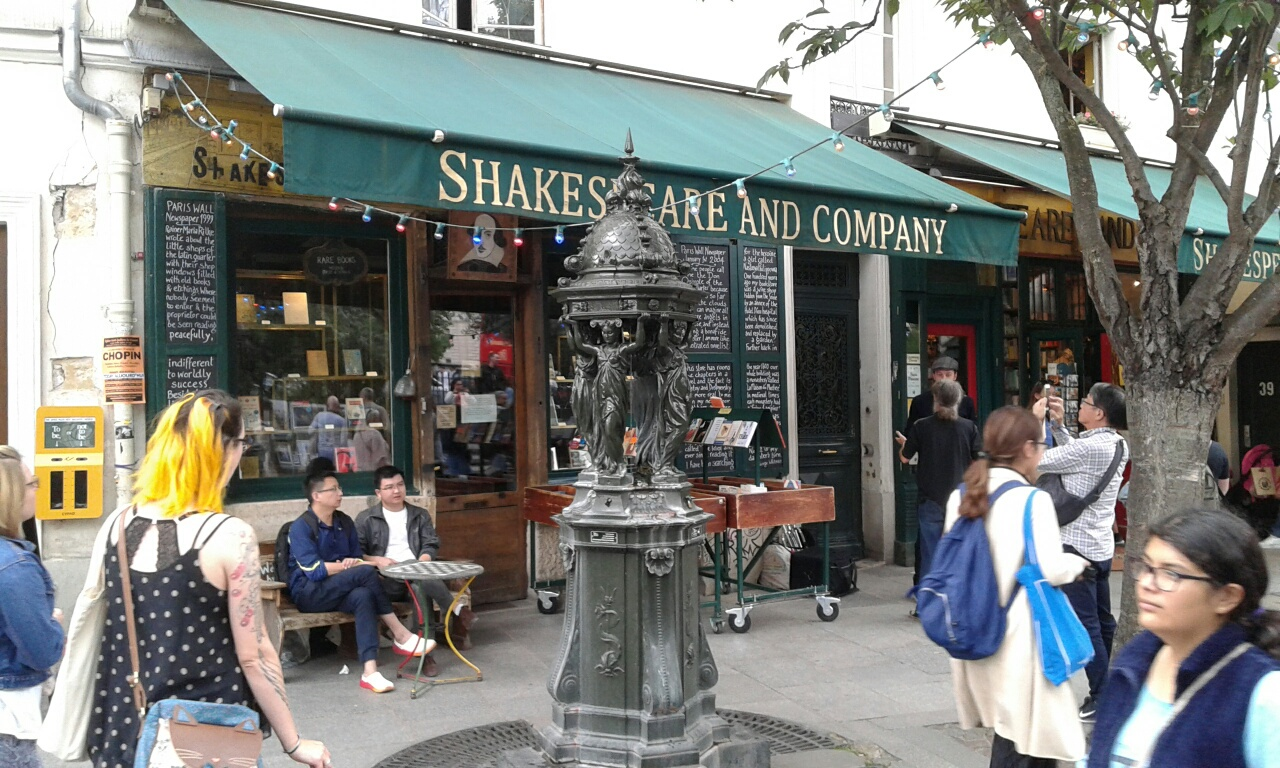
L'esterno della libreria (2019).

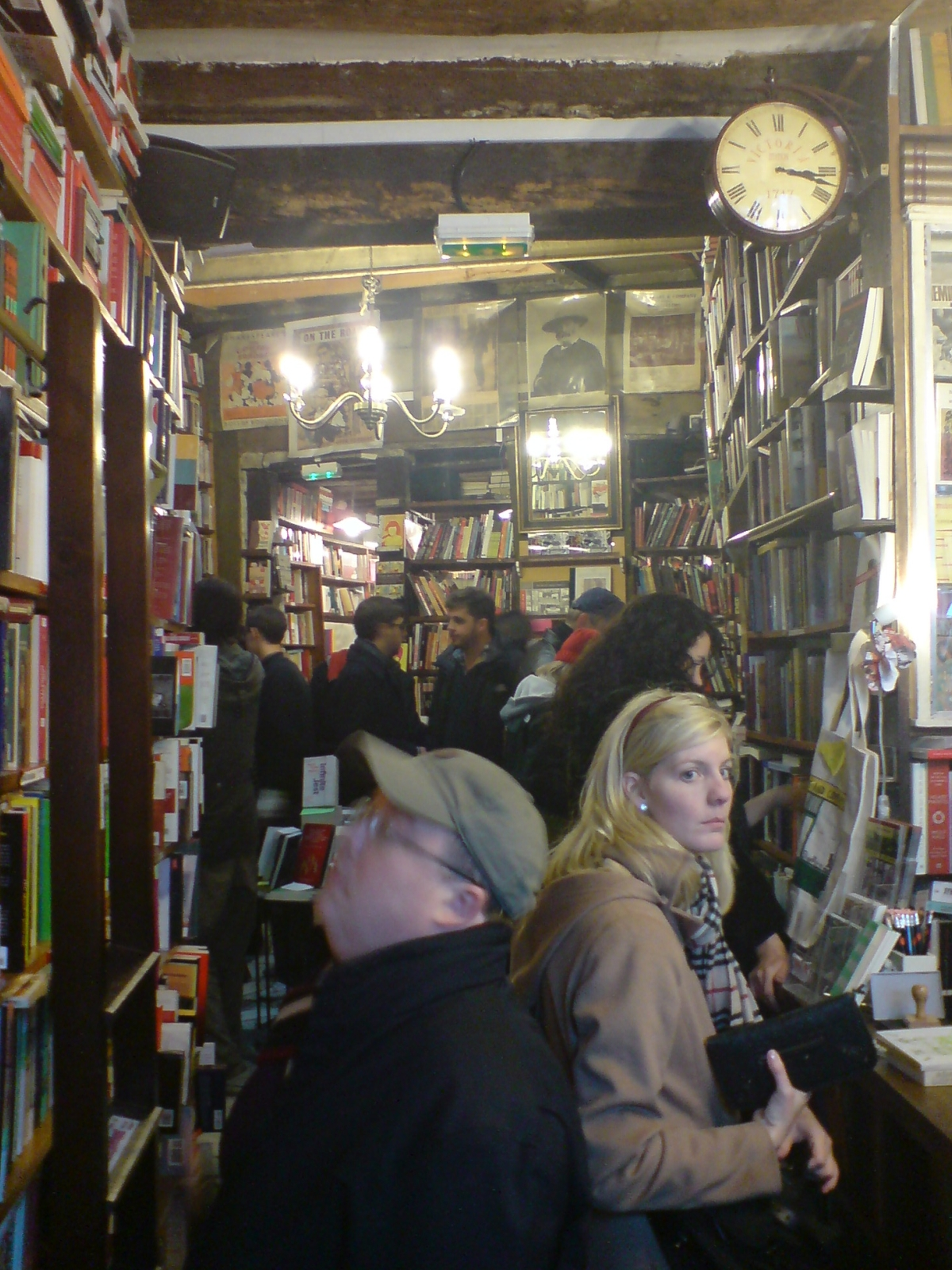
L'interno della libreria.

Shakespeare and Company è una storica libreria situata nel V arrondissement di Parigi, sulla Rive gauche. Fondata nel 1919 da Sylvia Beach, negli anni venti divenne luogo di incontro per scrittori come Ezra Pound, Ernest Hemingway, James Joyce e Ford Madox Ford. La libreria funge sia come negozio di libri, sia come sala da lettura.

## Storia
Sylvia Beach, un'emigrata statunitense, aprì originariamente la Shakespeare and Company al numero 8 di rue Dupuytren. Il locale fungeva, sin dal principio, sia come negozio di libri che come sala da lettura. Nel 1921 la Beach spostò la libreria al 12 di rue de l'Odéon, dove rimase fino al 1941. Durante questo periodo la Shakespeare and Company era considerata il centro della cultura anglo-americana a Parigi. Scrittori e artisti della generazione perduta, come Ernest Hemingway, Ezra Pound, Francis Scott Fitzgerald, Gertrude Stein, George Antheil, Man Ray e James Joyce passarono molto tempo al suo interno. La Shakespeare and Company, così come i suoi frequentatori, venne menzionata da Hemingway in Festa mobile. Sylvia Beach faceva circolare titoli banditi nel Regno Unito e negli Stati Uniti, come L'amante di Lady Chatterley di David Herbert Lawrence o l'Ulisse di James Joyce, che, censurato in quei due Paesi, venne stampato per la prima volta, nel 1922, proprio dalla Beach.
La libreria di rue de l'Odeon venne chiusa nel dicembre 1941 a causa dell'occupazione della Francia da parte delle potenze dell'Asse nell'ambito della seconda guerra mondiale e non venne più riaperta.
Nel 1951 un'altra libreria venne aperta da George Whitman con il nome di Le Mistral. Proprio come l'originale Shakespeare and Company, il negozio divenne punto focale per la cultura letteraria della Rive gauche di Parigi. Alla morte di Sylvia Beach il nome del negozio venne cambiato, in suo onore, in Shakespeare and Company. Negli anni Cinquanta la libreria fu la base per molti degli scrittori della Beat Generation come Allen Ginsberg, Gregory Corso e William Burroughs.

## Oggi
La libreria esiste tutt'oggi, gestita dalla figlia di Whitman, al 37 di rue de la Bûcherie, vicino a Place St.Michel, a pochi passi dalla Senna.
George Whitman chiamava la Shakespeare and Company "un'utopia socialista mascherata da libreria". La libreria offre posti da dormire, ricavati dai divani al suo interno, ad artisti e scrittori squattrinati in cambio di alcune ore di lavoro fra gli scaffali. Sono inoltre regolari eventi come il sunday tea, incontri con gli scrittori e letture di poesie.